# Marjolein Algera
Marjolein Caecilia Algera (Leiden, 25 november 1965) is een Nederlandse (stem- en musical)actrice, dialoogregisseuse en vertaalster.
Zij voltooide in 1990 de regisseursopleiding aan de Toneelacademie in Maastricht.
Algera won in 2005 de Zilveren Koe voor haar bijdrage aan het niveau van de nasynchronisatie in Nederland. Andere winnaars van deze prijs zijn Paul van Gorcum (2004), Fred Meijer (2006), Jan Nonhof (2009) en Maria Lindes (2010).

## Theater
Op het toneel speelde Algera onder andere in Tel uit je winst, De tante van Charlie, Een Rits te Ver, Dubbel Op en sprak de Grobbebollen in voor de parkshow Tika is jarig, die in 2007 en 2008 speelde in de Efteling.
In 2008/2009 vertolkte zij de rol van Mevrouw Thénardier in de musical Les Misérables.
Algera was in seizoen 2009/2010 te zien in de voorstelling Oranje Boven met onder anderen Jon van Eerd en Liz Snoijink/Lucie de Lange. Ook was zij te zien in de reprise van dit theaterstuk (najaar 2010).

## Televisie
Naast haar werk op het toneel regisseert ze ook regelmatig animatiefilms voor onder meer Disney.
In 2010 was ze regelmatig te zien in het tweede seizoen van De TV Kantine als secretaresse van het typetje John de Mol, gespeeld door Les Misérables-collega Carlo Boszhard. Daarnaast werkt ze als scenarioschrijver voor dit programma.

## Dialoogregie
- Sesamstraat

## Computerspellen
| Titel                                             | Jaar | Rol                     |
| ------------------------------------------------- | ---- | ----------------------- |
| Crash Nitro Kart                                  | 2003 | Coco Bandicoot          |
| De Legende van Spyro: een Draak is Geboren        | 2006 | Nina                    |
| Professor Layton vs. Phoenix Wright: Ace Attorney | 2014 | Hooginquisiteur Darvell |
| Disney Infinity 3.0                               | 2015 | Verdriet                |